# スー・グラフトン
スー・グラフトン（Sue Grafton、1940年4月24日 - 2017年12月28日）は、アメリカ合衆国の推理作家。

## 来歴
ケンタッキー州ルイビルで、弁護士で推理作家のC・W・グラフトンの娘として生まれた。1961年、ルイビル大学を英文学専攻で卒業後、カリフォルニア州サンタモニカやサンタバーバラの病院で受付や秘書として働いた。
小説を書き始めたのは18歳の時で、処女作が完成したのはその4年後だった。その後6作を書き上げ、処女作を含め7作のうち2作は出版されたが日の目を見ることはなく、脚本家へ転向し、その後約15年間テレビ映画の脚本を執筆した。1979年、"Walking Through the Fire" の脚本でクリストファー賞を受賞。夫スティーヴン・ハンフリーとの共同でアガサ・クリスティの『カリブ海の秘密』と『忘られぬ死』や、"Killer in the Family" 、"Love on the Run" のテレビ用の脚本を手がけた。脚本家として活動するうちにもう一度小説を書きたいと思うようになった。夫との離婚協議が6年も続いた後、（前）夫をいかに殺すか、いかに傷つけるかと想像を巡らせていた。その想像が次第に鮮明になっていったことが、それらを小説に書く決め手になった。
タイトルに色の名が含まれているジョン・D・マクドナルドや、ハリー・ケメルマンの推理小説が好きだった。また、エドワード・ゴーリーの『ギャシュリークラムのちびっ子たち』というアルファベット順に子どもたちが死んでゆく絵本を読んで、アルファベットに因んだ作品を読むアイディアが浮かんだ。すぐに机に向かい、言葉に関する犯罪を知る限りリストアップした。後に「アルファベット・ノベル」として知られるようになるこのシリーズの主人公キンジー・ミルホーンは、カリフォルニア州の架空の都市サンタ・テレサに住んでいる。同都市は、ロス・マクドナルドが自身の小説でサンタバーバラをモデルに創作した都市で、グラフトンはマクドナルドへの尊敬を込めてサンタ・テレサを舞台に選んだ。
キンジー・ミルホーンはサラ・パレツキー描くところのシカゴの女探偵V・I・ウォーショースキーと同じ年の登場（登場時の年齢設定も同じ32歳）であり、本国でも日本でも「３Ｆ」と呼ばれる、女性作家による女性読者のための女性探偵のブームをともに牽引した。元弁護士、大柄で格闘技にもすぐれた戦闘的性格のV・Iに比べ、高卒（短大中退）の元警官、白人女性としては中背のキンジーは気は強いものの警察や関係者にも協調的で、聞き込み先の掃除や洗い物を手伝ったりしながら事件に入り込んだりするという対照的性格を持つ。体は鍛えているものの銃を撃てる以外に格闘技の心得はないにもかかわらず肉弾戦に巻き込まれることはしばしばで、叩きのめされたり鼻を折られることも多い。友人として80代の家主ヘンリー（90代の長姉以下、3人の兄が全員健在という長寿一家。ドイツ系らしい）、行きつけの料理店を経営するハンガリー人女性ロージー、元勤務先の保険会社（『殺人のＨ』までは居候のような形で本社ビルに探偵事務所を置いていた）に属する女性ヴェラ、同じくダーシーらが何人かの刑事とともレギュラー、準レギュラーとして登場し、シリーズに彩を添えている。
1982年にシリーズ第1作『アリバイのA』を刊行。1990年、第7作『探偵のG』の出版後に脚本家をやめ、専業作家になった。シリーズの時間軸は現実より遅く（当初は作中時間がきっちり2カ月間隔だったため、キンジーはデビュー8年後の第7作において初めて一つ歳をとった）、例えばシリーズ第17作『獲物のQ』は2002年に刊行されたが作中では1987年の設定である。近年は2年おきの発表ペースとなっており、2015年の『X』では初めて頭文字で単語につなげるスタイルを止めて1文字タイトルとなったが、次作は元のスタイルに戻った。ただし、日本では2005年7月の『ロマンスのR』以降10年以上翻訳刊行が途絶えており、2016年現在では既刊分も全て絶版となっている。
作品はブルガリア語やインドネシア語を含む26カ国語に翻訳され28カ国で出版されている。作品の映像化を拒否しているが、自分の死後に子どもたちが映像化の権利を売るのではないかと心配している。
グラフトンはアメリカ探偵作家クラブ（MWA賞の選考を行う団体）の会長を務めている。私生活では2度の離婚歴があり、現在の夫スティーヴン・ハンフリーとは結婚して20年以上になる。子どもが3人おり（前夫の子）、孫もいる。夫は大学で教鞭を取っている。
2017年12月28日に死去。77歳没。

## 受賞・ノミネート歴
- 1986年：『泥棒のB』でアンソニー賞長編賞受賞、シェイマス賞長編賞受賞
- 1987年：『死体のC』でアンソニー賞長編賞受賞
- 1987年：「パーカー・ショットガン」でアンソニー賞短編賞受賞
- 1989年：『証拠のE』でアンソニー賞長編賞ノミネート
- 1991年：『探偵のG』でアンソニー賞長編賞受賞、シェイマス賞長編賞受賞
- 1991年：『逃亡者のF』でファルコン賞受賞
- 1995年：『殺害者のK』でアンソニー賞長編賞ノミネート、シェイマス賞長編賞受賞
- 2004年：ロス・マクドナルド文学賞受賞
- 2008年：英国推理作家協会カルティエ・ダガー賞（功労賞）受賞
- 2009年：アメリカ探偵作家クラブ功労賞受賞
- 2011年：アガサ賞功労賞受賞

## 作品

### 初期作品
- Keziah Dane (1967)
- ロリ・マドンナ戦争  The Lolly-Madonna War (1969) - 1973年に映画化。『ロリ・マドンナ戦争』

### キンジー・ミルホーンシリーズ
| #  | 邦題          | 原題                 | 刊行年 | 刊行年月   | 訳者     | 出版社                                                   |
| -- | ------------- | -------------------- | ------ | ---------- | -------- | -------------------------------------------------------- |
| 1  | アリバイのA   | "A" Is for Alibi     | 1982年 | 1987年3月  | 嵯峨静江 | ハヤカワ・ミステリ文庫                                   |
| 2  | 泥棒のB       | "B" Is for Burglar   | 1985年 | 1987年6月  | 嵯峨静江 | ハヤカワ・ミステリ文庫                                   |
| 3  | 死体のC       | "C" Is for Corpse    | 1986年 | 1987年10月 | 嵯峨静江 | ハヤカワ・ミステリ文庫                                   |
| 4  | 欺しのD       | "D" Is for Deadbeat  | 1987年 | 1988年9月  | 嵯峨静江 | ハヤカワ・ミステリ文庫                                   |
| 5  | 証拠のE       | "E" Is for Evidence  | 1988年 | 1989年8月  | 嵯峨静江 | ハヤカワ・ミステリ文庫                                   |
| 6  | 逃亡者のF     | "F" Is for Fugitive  | 1989年 | 1990年6月  | 嵯峨静江 | ハヤカワ・ミステリ文庫                                   |
| 7  | 探偵のG       | "G" Is for Gumshoe   | 1990年 | 1991年6月  | 嵯峨静江 | ハヤカワ・ミステリ文庫                                   |
| 8  | 殺人のH       | "H" Is for Homicide  | 1991年 | 1992年6月  | 嵯峨静江 | ハヤカワ・ノヴェルズ （約3年後にハヤカワ・ミステリ文庫） |
| 9  | 無実のI       | "I" Is for Innocent  | 1992年 | 1993年6月  | 嵯峨静江 | ハヤカワ・ノヴェルズ （約3年後にハヤカワ・ミステリ文庫） |
| 10 | 裁きのJ       | "J" Is for Judgment  | 1993年 | 1994年6月  | 嵯峨静江 | ハヤカワ・ノヴェルズ （約3年後にハヤカワ・ミステリ文庫） |
| 11 | 殺害者のK     | "K" Is for Killer    | 1994年 | 1995年6月  | 嵯峨静江 | ハヤカワ・ノヴェルズ （約3年後にハヤカワ・ミステリ文庫） |
| 12 | 無法のL       | "L" Is for Lawless   | 1995年 | 1996年6月  | 嵯峨静江 | ハヤカワ・ノヴェルズ （約3年後にハヤカワ・ミステリ文庫） |
| 13 | 悪意のM       | "M" Is for Malice    | 1997年 | 1997年7月  | 嵯峨静江 | ハヤカワ・ノヴェルズ （約3年後にハヤカワ・ミステリ文庫） |
| 14 | 縛り首のN     | "N" Is for Noose     | 1998年 | 1998年12月 | 嵯峨静江 | ハヤカワ・ノヴェルズ （約3年後にハヤカワ・ミステリ文庫） |
| 15 | アウトローのO | "O" Is for Outlaw    | 1999年 | 2000年8月  | 嵯峨静江 | ハヤカワ・ノヴェルズ （約3年後にハヤカワ・ミステリ文庫） |
| 16 | 危険のP       | "P" Is for Peril     | 2001年 | 2001年8月  | 嵯峨静江 | ハヤカワ・ノヴェルズ （約3年後にハヤカワ・ミステリ文庫） |
| 17 | 獲物のQ       | "Q" Is for Quarry    | 2002年 | 2003年9月  | 嵯峨静江 | ハヤカワ・ノヴェルズ （約3年後にハヤカワ・ミステリ文庫） |
| 18 | ロマンスのR   | "R" Is for Ricochet  | 2004年 | 2005年7月  | 嵯峨静江 | ハヤカワ・ノヴェルズ （約3年後にハヤカワ・ミステリ文庫） |
| 19 |               | "S" Is for Silence   | 2005年 |            |          |                                                          |
| 20 |               | "T" Is for Trespass  | 2007年 |            |          |                                                          |
| 21 |               | "U" Is for Undertow  | 2009年 |            |          |                                                          |
| 22 |               | "V" Is for Vengeance | 2011年 |            |          |                                                          |
| 23 |               | "W" Is for Wasted    | 2013年 |            |          |                                                          |
| 24 |               | "X"                  | 2015年 |            |          |                                                          |
| 25 |               | "Y" Is for Yesterday | 2017年 |            |          |                                                          |
| 26 |               | "Z" Is for Zero      | 2019年 |            |          |                                                          |

### 短編集
- Kinsey and Me（1991年）私家版短編集